# Pfarrkirche Zedlitzdorf

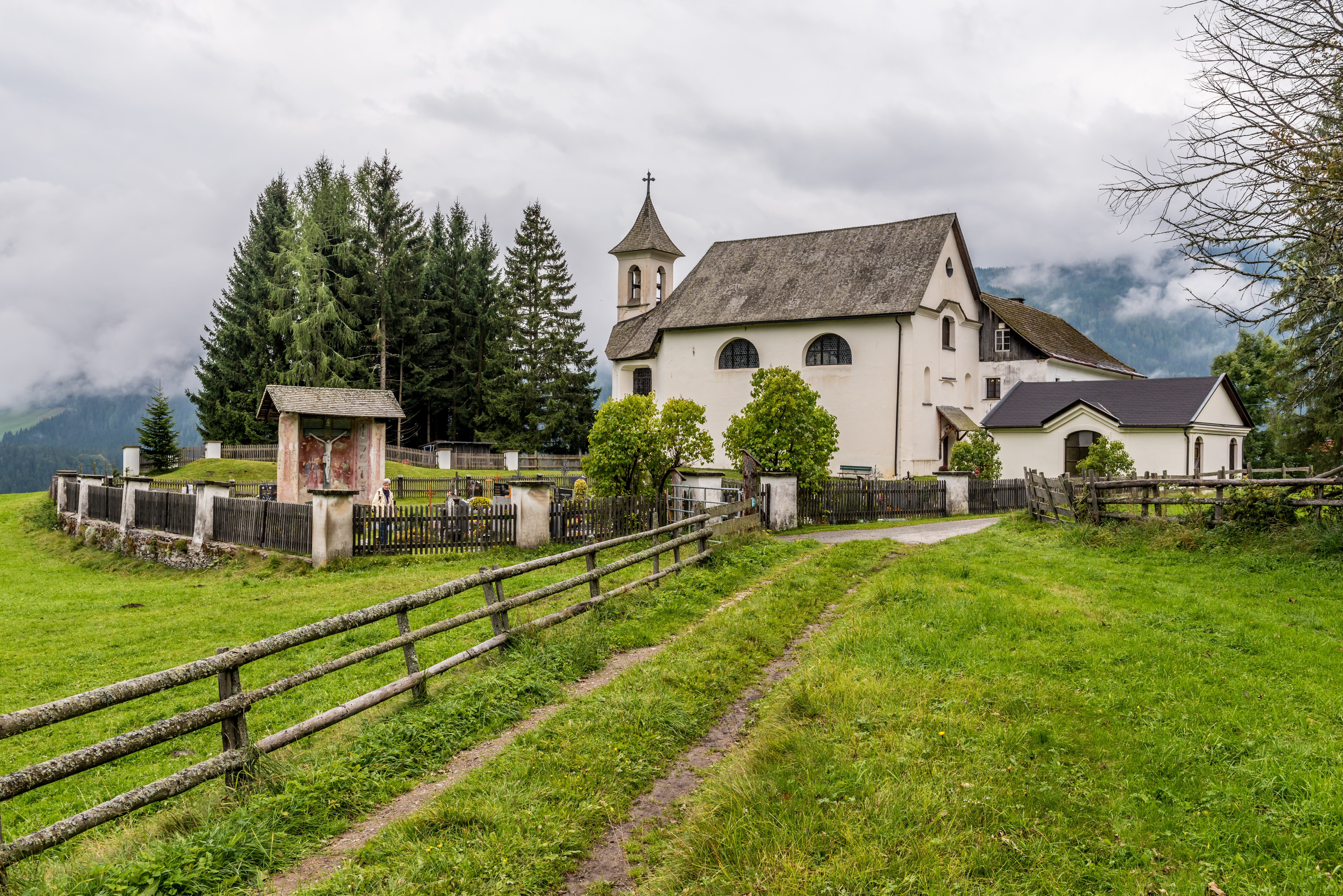
Katholische Pfarrkirche Unsere Liebe Frau in Zedlitzdorf

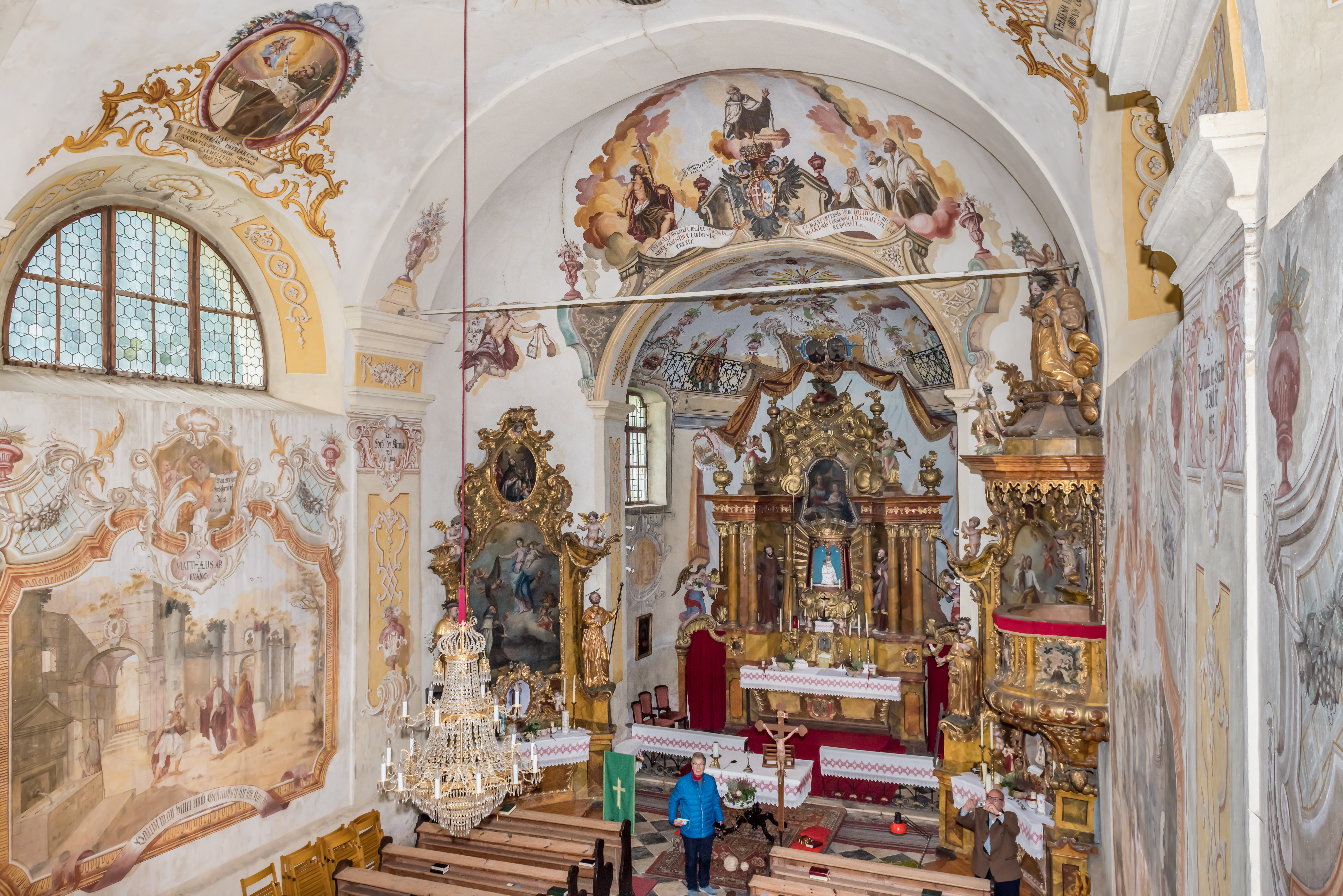
Langhaus, Blick zur Apsis

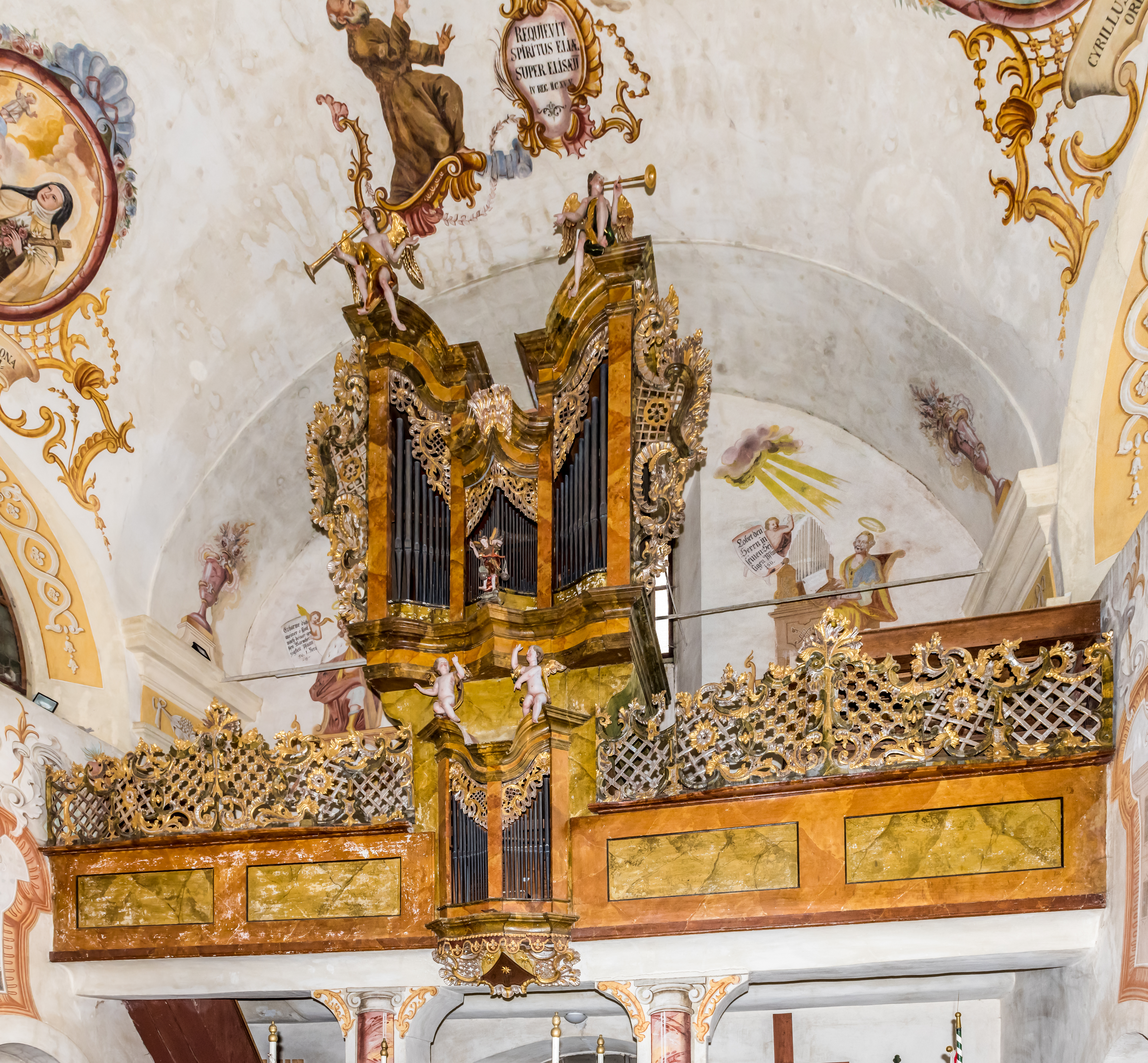
Langhaus, Blick zur Orgelempore

Die römisch-katholische Pfarrkirche Zedlitzdorf steht in der Ortschaft Zedlitzdorf in der Gemeinde Feldkirchen in Kärnten im Bezirk Feldkirchen in Kärnten. Die dem Patrozinium Unsere Liebe Frau unterstellte Pfarrkirche gehört zum Dekanat Feldkirchen in der Diözese Gurk-Klagenfurt. Die Kirche und das angebaute ehemalige Karmeliterhospitz stehen unter Denkmalschutz (Listeneintrag).

## Geschichte
Seit 1600 bestand eine Filialkirche Hl. Dreifaltigkeit, welche 1754 abbrannte. Unter Maria Theresia erfolgte die Gründung eines Karmeliterhospizes zum Zwecke der Missionierung des stark protestantischen Gebietes. Die Kirche wurde 1768 geweiht. Nach der Aufhebung des Klosters 1787 war die Kirche eine Kuratie. Der Hospizkomplex ist heute privat und wird an Touristen vermietet.

## Architektur
Das Kirchengebäude bildet die Nordfront einen annähernd quadratischen zweigeschoßigen Gebäudekomplexes mit kreuzgratgewölbtem Kreuzgang um einen quadratischen Innenhof. An das höhere Langhaus schließt ein niedriger eingezogener halbrund geschlossener Chor an. Über der östlichen Chorfront steht ein niedriger Glockenturm mit rundbogigen Schallfenstern und einem geschwungenen Pyramidendach. Die Westfront der Kirche ist mit Blendfeldern und Rundnischen gegliedert. Alle Dächer sind mit Holzschindeln gedeckt.
Das Kircheninnere zeigt ein zweijochiges Langhaus mit Segmentfenstern unter einem Tonnengewölbe mit breiten Bandrippen auf Pilastern. Die Westempore steht auf quadratischen Pfeilern. Zum schmalen Triumphbogen hin sind die Langhausecken ausgerundet, die Apsis ist halbrund.
Die Wandmalereien als Rokokoausmalung aus dem dritten Viertel des 18. Jahrhunderts zeigen im Langhaus gemalte Kartuschen mit Darstellungen der Wunder Christi, im Gewölbe Karmeliterheilige in Medaillons, den gegen Himmel fahrenden Elias und die Darstellung einer Marien-Ikone, hinter der Orgelempore König David und hl. Cäcilia. Der Triumphbogen zeigt die Verherrlichung des Elias und Spruchbänder mit Chronogrammen, links Theresia Imperatirx Regina Hunfgarias atque Archidux Carinthiae erexit 1754 und rechts Clagenfurtensis vero incluytus et regius consessus ecclesiam ut exstat renovavit 1760. Die Malereien im Chor sind zum Langhaus stilistisch verschieden als gutes Beispiel einer illusionisten Auflösung der Wandgrenze durch Malerei mit einzeln eingestreuten exotischen Motiven; fremdländische Volksvertreter stehen hinter einer Brüstung zusammen mit Maria Theresia, sowohl die Missionstätigkeit der Karmeliten wie die verschiedenen Erdteile darstellend. Ein gemaltes Ehrentuch umrahmt den Hochaltar. Gemalte Kartuschen befinden sich über den seitlichen Türen des Choren sowie Judith und die Königin von Saba vor Salomon.

## Einrichtung
Die Einrichtung ist einheitlich aus der Entstehungszeit der Kirche.
Die Orgel baute 1759 Elias Pratzer (auch: Protzer) aus Villach in einer bemerkenswerten Emporenbrüstung mit durchbrochenem Gitter in reichen Rokokoformen mit Figuren, Putten und Engeln mit Posaunen, mittig mit dem Konsolfigürchen des hl. Michael aus der zweiten Hälfte des 17. Jahrhunderts, weist 9 Register auf.